# La canzone di Marinella/I discorsi
La canzone di Marinella/I discorsi è l'85° singolo di Mina, pubblicato il 1º febbraio 1968 su vinile a 45 giri dall'etichetta PDU e distribuito dalla Durium.

## Il disco
Secondo singolo pubblicato da Mina con la sua personale etichetta discografica, la PDU.
Esiste anche in versione esclusiva per il circuito dei jukebox, la cui vendita è vietata al pubblico.
Sostituisce sul mercato il precedente 45 giri, che pur avendo venduto 25 000 copie in tre giorni, viene subito ritirato dal mercato per una controversia legata ai diritti editoriali sull'utilizzo della musica del famoso Concerto d'Aranjuez di Joaquín Rodrigo. Quest'ultimo infatti si rifiuta di riconoscere l'arrangiamento del suo brano che Augusto Martelli elabora nella canzone Trenodia composta per Mina.

Rodrigo farà seguire la stessa sorte alle analoghe rielaborazioni pubblicate in quel periodo da Richard Anthony e Fabrizio De André, approverà invece quella di Dalida  intitolata Aranjuez la tua voce.
Alcune discografie, compresa quella sul sito ufficiale, fanno risalire la pubblicazione a dicembre dell'anno precedente (1967). Il problema non si pone se si considera questo disco una semplice ristampa del precedente con la sostituzione del brano sulla facciata principale ed una diversa scelta delle foto di copertina (restano in effetti invariati sia il brano sul lato B, sia l'idea grafica in generale), piuttosto che un'entrata autonoma e separata nell'elenco dei singoli.
La copertina Archiviato il 7 gennaio 2017 in Internet Archive. è apribile ed ha i crediti riportati al suo interno.
Arrangiamenti, orchestra e direzione orchestrale sono sempre di Augusto Martelli. Tecnico del suono: Nuccio Rinaldis
Entrambi i brani sono stati inserti sia nell'album Dedicato a mio padre del 1967, sia nell'album I discorsi del 1969.

## La canzone di Marinella

### Storia
La scelta del nuovo brano per il lato A cade ancora su un'ignorata favola in versi, già pubblicata tre anni prima da un giovane e sconosciuto Fabrizio De André all'epoca studente universitario, e inserita il mese precedente dalla stessa Mina nel suo primo album studio targato PDU (Dedicato a mio padre, dicembre 1967).
L'incredibile successo dell'interpretazione di Mina segna una svolta nella vita professionale e personale di De André, che grazie ai diritti d'autore incassati (600.000 Lire in un solo semestre) decide di abbandonare la facoltà di giurisprudenza per dedicarsi a quella attività di cantautore che lo consacrerà fra i nomi più prestigiosi di questo genere musicale in Italia.
(Fabrizio De André, da un'intervista con Vincenzo Mollica (1997))

### Il duetto del 1997
Trent'anni dopo, nel 1997, Mina e De André incideranno il pezzo in un memorabile duetto, per un CD che, ironia della sorte, sarà l'ultimo lavoro del cantautore genovese: Mi innamoravo di tutto. In una nota firmata sulla copertina interna dello stesso album, De André, ricorderà proprio quel fondamentale passaggio della sua vita.
(Fabrizio De André, nota firmata sulla copertina del CD Mi innamoravo di tutto (1997))
Quanto al suo giudizio sulle capacità vocali e interpretative della cantante:
(Fabrizio De André, da un'intervista con Vincenzo Mollica (1997))
Nel 2003 Mina includerà questa versione nella sua raccolta In duo.

### Video
Non è certa la data esatta della prima apparizione della canzone in televisione.
Per alcuni il brano conquista la ribalta nel 1965, quando Mina presenta in anteprima la sua interpretazione durante il programma Studio Uno da lei condotto.
Per altri la prima tv avvenne in Spagna a maggio del 1968 e soltanto diversi mesi dopo in Italia, durante la quarta puntata (19 ottobre 1968) della storica Canzonissima condotta da Mina insieme a Walter Chiari e Paolo Panelli. La registrazione di questa esibizione si trova nel DVD Gli anni Rai 1968 Vol. 4, inserito in un cofanetto monografico di 10 volumi pubblicato da Rai Trade e GSU nel 2008.
Il brano sarà utilizzato anche in due caroselli pubblicitari per la Barilla del 1968 e del 1969.

## Tracce
Lato A
1. La canzone di Marinella – 3:11 (Fabrizio De André; edizioni musicali Barracuda)

Lato B
1. I discorsi – 3:06 (testo: Mina – musica: Augusto Martelli; edizioni musicali Southern)